# إسماعيل زهدي أفندي

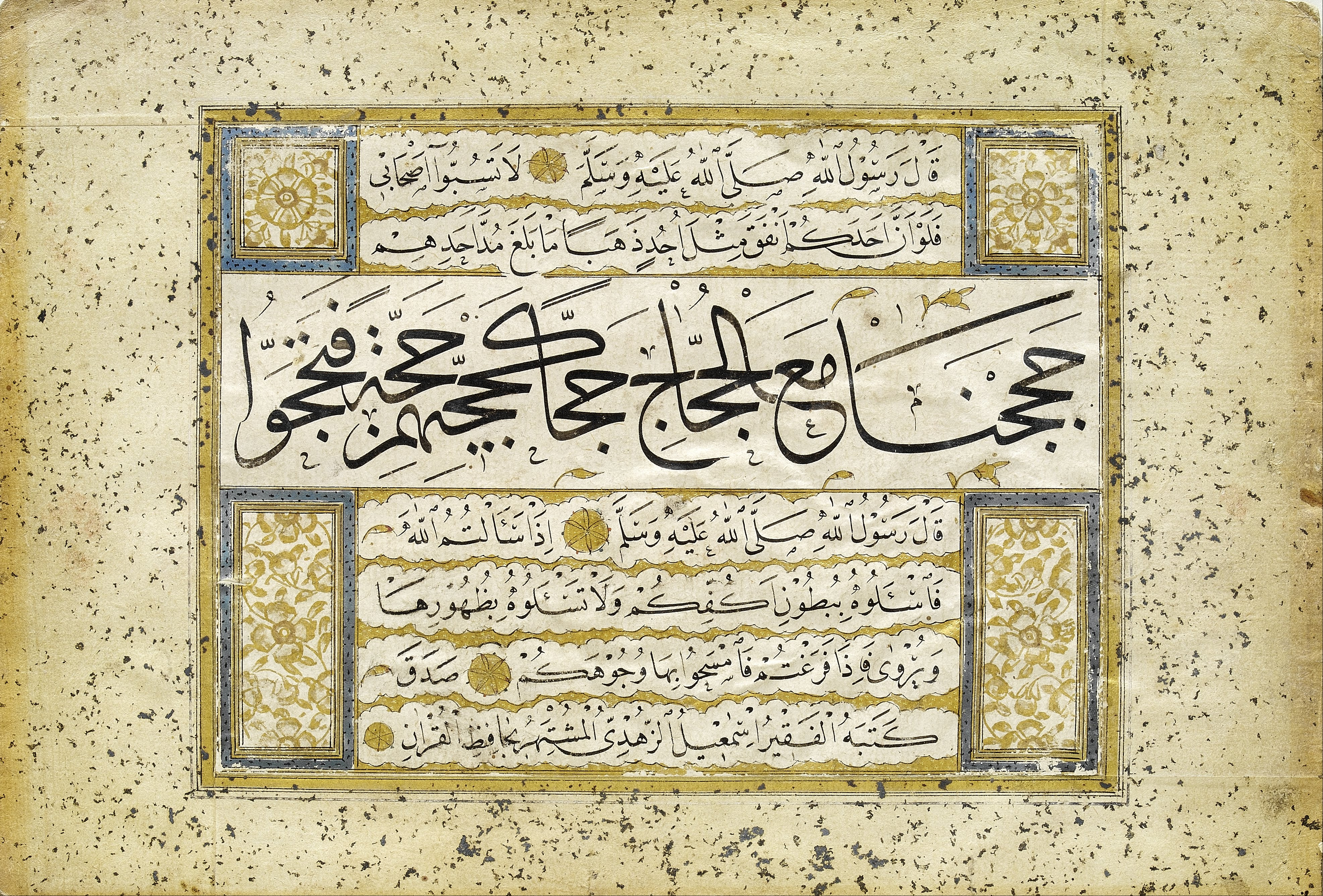
عمل لإسماعيل زهدي أفندي، موجود الآن في متحف ثاقب سابانجي

إسماعيل زهدي أفندي (التركية العثمانية: اسماعيل زهدى، المعروف أيضًا باسم يني إسماعيل زهدي؛ توفي 1806) كان خطاطًا عثمانيًّا. إن "أفندي" هو لقب من ألقاب النبلاء، لذلك يمكن ترجمة هذا الاسم أيضًا إلى إسماعيل زهدي.

## الحياة والمهنة
وُلِد إسماعيل زهدي في مدينة أونيه على البحر الأسود. أخذه والده محمد كابتان إلى إسطنبول في سن صغيرة لتعلم القرآن الكريم. وهو معروف أيضًا باسم يني إسماعيل زهدي، أو إسماعيل زهدي الثاني، لتمييزه عن خطاط آخر يحمل نفس الاسم والذي عاش في فترة سابقة.
كان لإسماعيل زهدي شقيق أصغر بكثير، مصطفى راقيم، والذي أصبح أيضًا خطاطًا. عندما كان مصطفى لا يزال صغيرًا، أخذه والده إلى إسطنبول ليعيش مع إسماعيل ويدرس الخط معه. بحلول ذلك الوقت، عُين إسماعيل كمدرس للخط في القصر الإمبراطوري، وهو المكان الذي تلقى فيه الشاب مصطفى راقيم تدريبه الرسمي، ودرس تحت إشراف شقيقه.
كتب إسماعيل زهدي بأسلوب حازم ومتقن. ثم واصل الأخوان إسماعيل زهدي ومصطفى راقيم تطوير أسلوبهما الخاص في الخط العربي استنادًا إلى أعمال حافظ عثمان. لقد تمكن من تطوير أسلوب من الخطوط الهلالية التي كانت مميزة من الناحية الجمالية، وهو الأمر الذي لم يتمكن الخطاطون الآخرون من فعله. كما أتقن شقيقه الأصغر مصطفى راقيم الطغراء واستمر في إتقان الخطوط الأخرى، ليصبح تلميذ إسماعيل زهدي الأكثر شهرة.

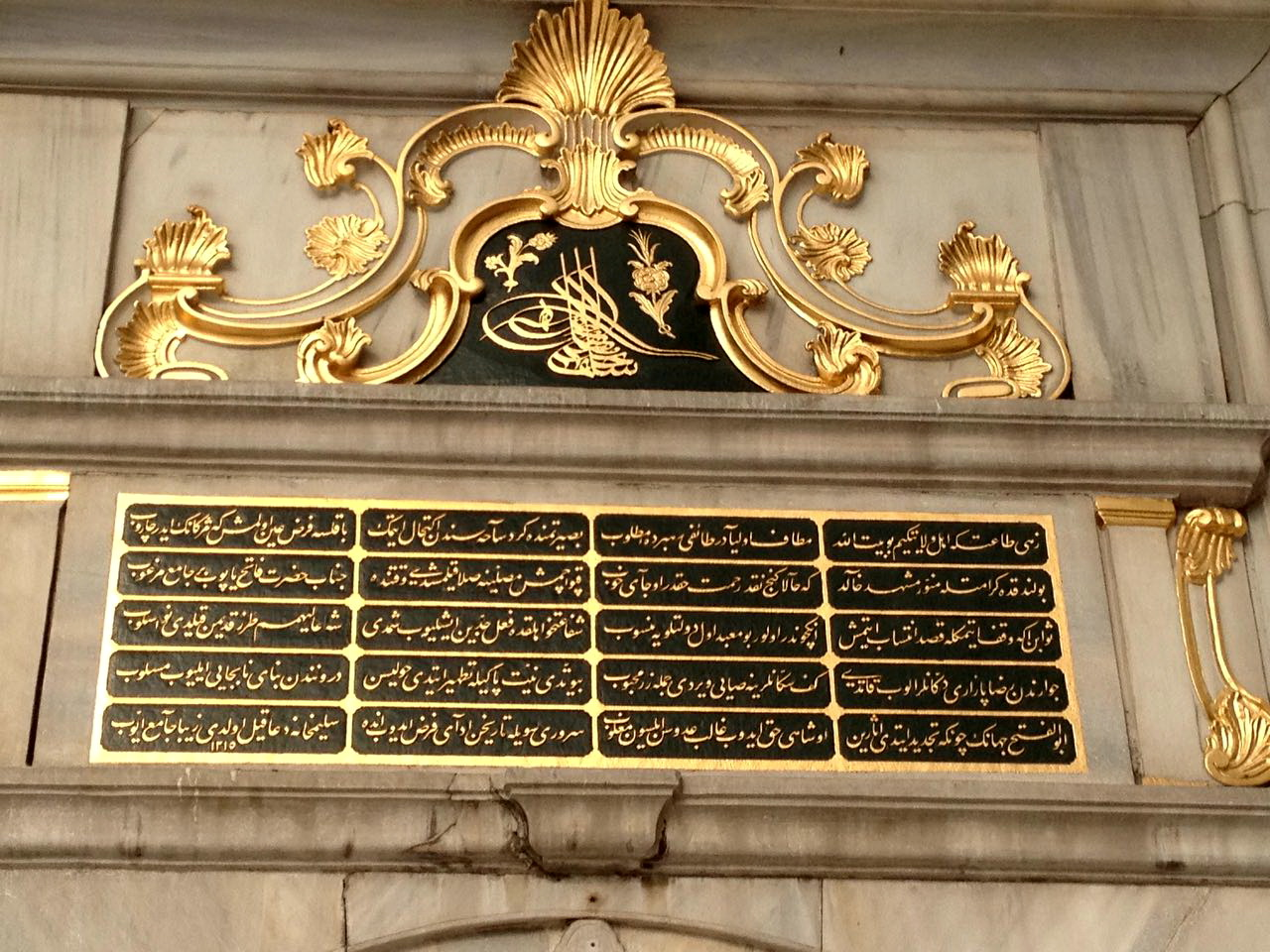
الخط العثماني في مسجد أيوب سلطان

وقد نجا منه ما يقرب من أربعين نسخة من القرآن الكريم قام بنسخها. وترك أيضاً ألواحًا وكتبًا ومرقعات كثيرة. إن نقش ضريح شاه سلطان في دفتر أيوب من تأليفه، كما أن النقوش الموضوعة فوق باب هذا الضريح نفسه من تأليف مُصطفى عزت يسري. تُوفي عام 1806 م ودُفن خارج بوابة أدرنة، في مقبرة شهداء أدرنة كابي. وقد كتب شقيقه مصطفى رثاءه. أرجأ مصطفى ابتكاراته الخطية الكبرى حتى وفاة إسماعيل، احترامًا لأقدميته.

## طالع أيضًا
- ثقافة الدولة العثمانية
- الخط الإسلامي
- قائمة الخطاطين العثمانيين
- الفن العثماني
- الثلث